# All Hope Is Gone
All Hope Is Gone es el cuarto álbum de estudio de la banda estadounidense de heavy metal Slipknot, publicado el 26 de agosto de 2008 por Roadrunner Records en dos formatos distintos: una edición estándar en CD y una especial digipak con tres pistas adicionales, un libro de 40 páginas y un DVD con un documental sobre la elaboración del álbum.
La preparación del disco comenzó en 2007, mientras que su grabación comenzó en febrero de 2008 en el Estado natal de la banda, Iowa. All Hope Is Gone es el primer álbum de Slipknot desde Vol. 3: (The Subliminal Verses), de 2004. Antes del lanzamiento del álbum, la banda publicó una serie de imágenes promocionales y algunas partes de canciones del álbum en varios sitios web distintos. All Hope Is Gone está considerado el álbum más ecléctico del grupo, incorporando elementos de los tres anteriores. Líricamente, All Hope Is Gone se centra en temas como la ira, la rebelión, la obsesión y la industria musical. Slipknot promocionó el álbum con una gira mundial y en el Mayhem Festival. 
En general el álbum fue bien recibido por la crítica y llegó a lo más alto de varias listas de venta, como el Billboard 200, siendo el primer disco de la banda en lograrlo. Fue certificado disco de platino por la RIAA el 10 de agosto de 2010 por haber vendido más de un millón de copias solo en Estados Unidos. Es el último álbum de estudio en contar con la colaboración del bajista y miembro fundador Paul Gray, fallecido el 24 de mayo de 2010 por sobredosis, motivo por el cual cancelaron su gira sudamericana. Y por otro lado, el último álbum con el también miembro fundador y  Baterista   Joey Jordison quien sería despedido de la banda a fines de 2013 y posteriormente fallecido en julio de 2021.

## Producción

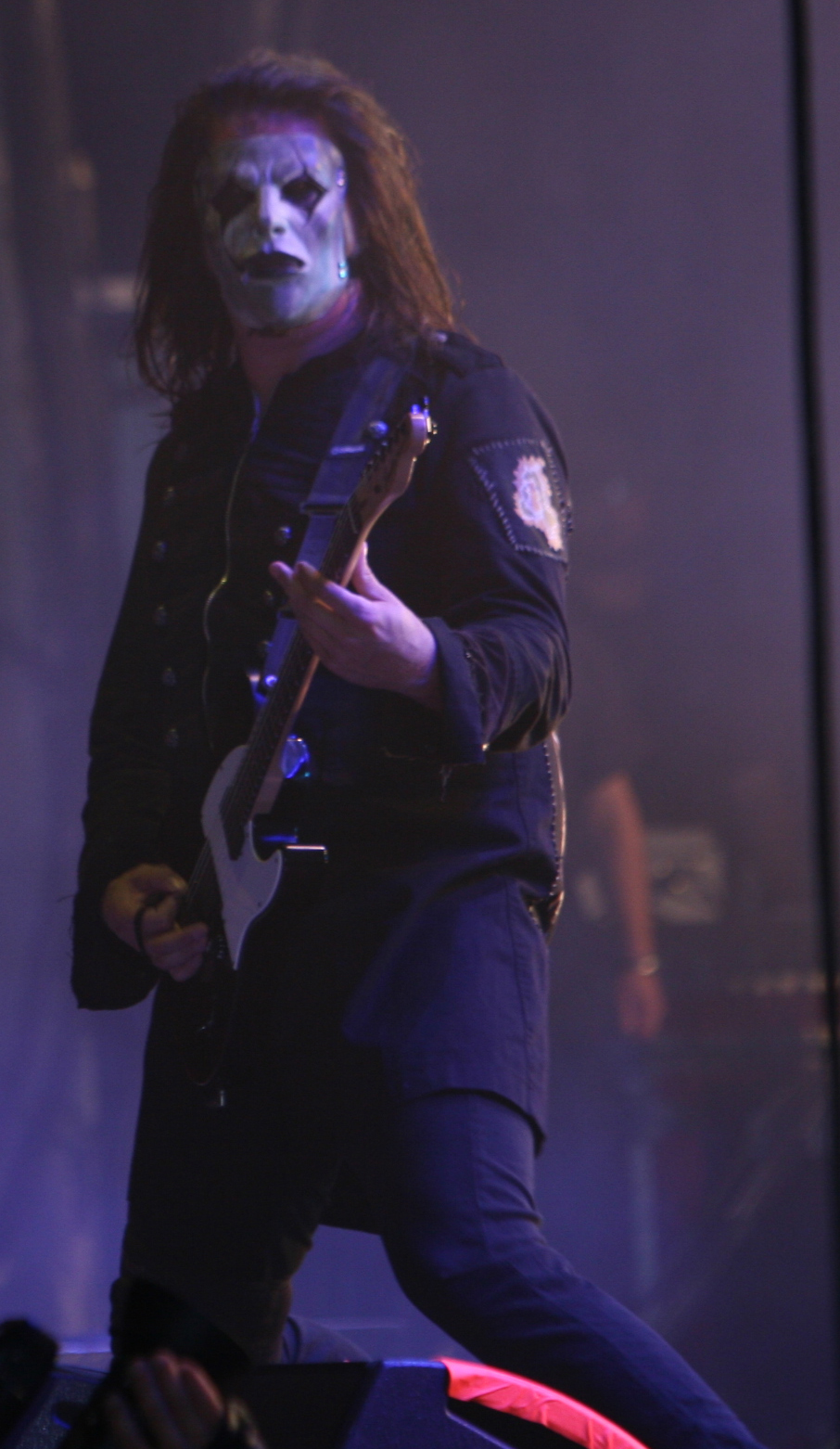
Jim Root dijo estar decepcionado con la producción de Dave Fortman.

La preparación de All Hope Is Gone comenzó en 2007. El baterista Joey Jordison explicó: "Les he dicho [a los demás integrantes] que hagan demos de todo lo que se les ocurra para tener todo el material posible de donde poder escoger". Slipknot entró en los estudios de Sound Farm de Jamaica, Iowa, con el productor Dave Fortman en febrero de 2008. All Hope Is Gone es el primer disco oficial de la banda en ser compuesto y grabado en su Estado natal Iowa. El bajista Paul Gray explicó que la banda lo decidió así porque en Los Ángeles, donde habían grabado sus anteriores álbumes, había demasiadas distracciones. También comentaron que estar cerca de sus casas era bueno para su estado mental; el vocalista Corey Taylor volvía a su hogar todas las noches a ver a su hijo. A diferencia de los trabajos previos de Slipknot, en esta ocasión, los nueve miembros estuvieron involucrados en el proceso de composición, llegando a componer más de treinta canciones. Jordison comentó: "He de decir que la banda está en su momento más álgido; todo el mundo —me refiero a todos— está completamente involucrado en el proceso de composición, y eso es algo muy bonito". Taylor sintió que el proceso tenía algunos problemas, pero también afirmó que en todos los álbumes de la banda había habido conflictos y que habían llegado a entenderlo como una parte necesaria para sacar a relucir su creatividad. Taylor y el guitarrista Jim Root se emparejaron con Sid Wilson en los teclados y el percusionista Shawn Crahan para trabajar en "piezas de arte oblicuas". Taylor también experimentó con grabaciones dentro de un pozo, afirmando que "había una reverberación natural que lo hacía muy intenso". Según Crahan, ninguna de estas piezas experimentales llegaron a incluirse en el disco. Sin embargo, una de ellas, "Til We Die", aparece como pista adicional en la edición especial del álbum. La pista "Sulfur" es el primer esfuerzo colaborativo de Jordison y Root, y la compusieron en una sola noche.
Algunos de los integrantes del grupo se sintieron ligeramente descontentos con el proceso de producción. Root dijo al respecto: "Nos pareció un poco apurado. Y parecía que estuviésemos intentando hacer las cosas para ajustarnos a un calendario, cosa que no me gusta". Root estaba particularmente decepcionado con el trabajo del productor Dave Fortman, diciendo: "Dave Fortman realmente me ayudó a apreciar el trabajo como productor de Rick Rubin. [Fortman] era incapaz de meter a nueve personas juntas en la grabación y, para mí, eso es lo más importante a la hora de hacer un disco de Slipknot". Sin embargo, en contraposición, Jordison dijo que "suena como siempre he querido que Slipknot suene". Siguió elogiando la destreza de Fortman, llegando a considerar All Hope Is Gone como el mejor disco de la banda. La mezcla de All Hope Is Gone estuvo a cargo de Colin Richardson y se realizó en el Reino Unido.

## Promoción

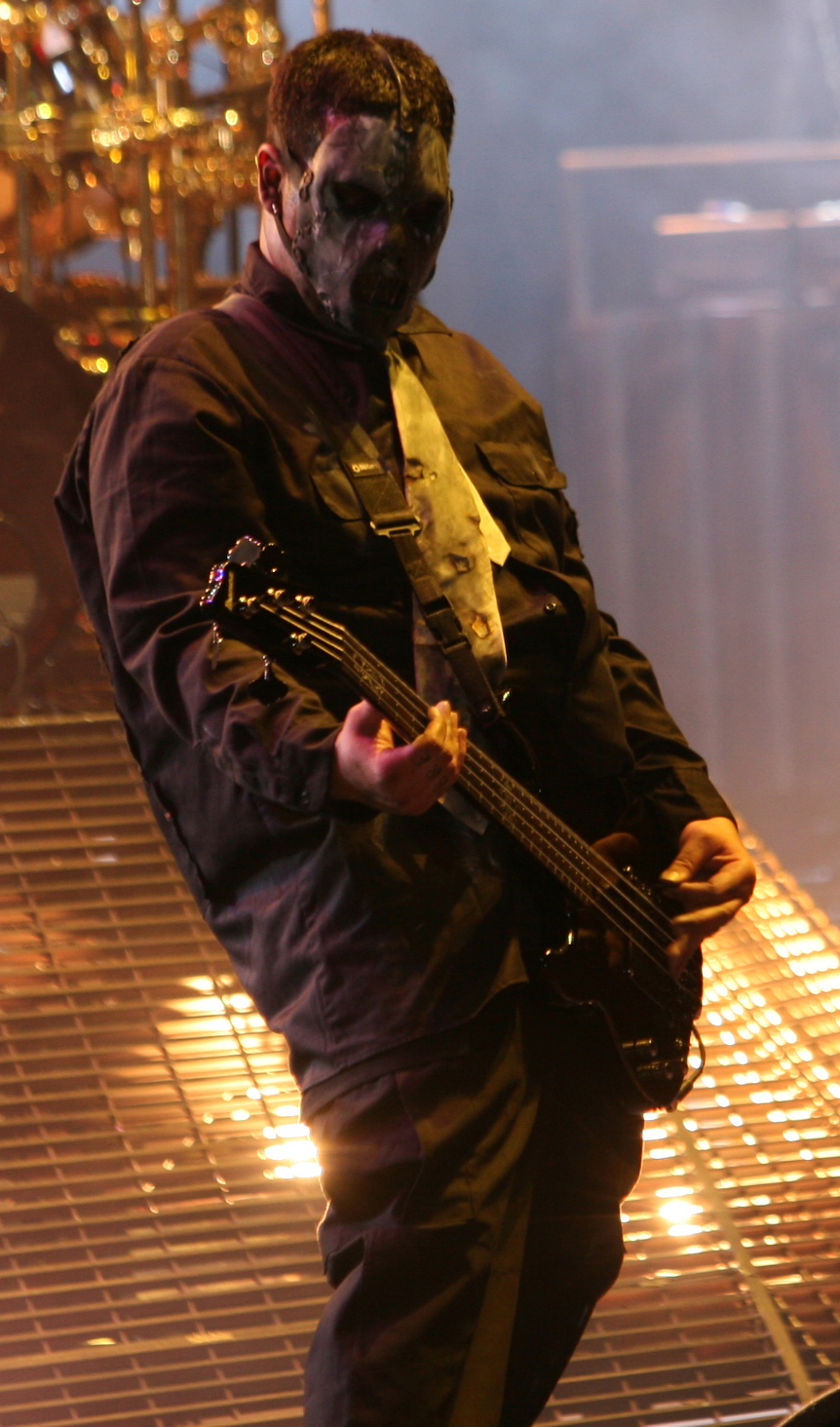
El fallecido Paul Gray tocando en el Mayhem Festival en 2008.

Después de que los miembros de la banda apareciesen sin máscaras en sus respectivos proyectos paralelos, se comenzó a especular que harían su gira de promoción de All Hope Is Gone sin ellas. Sin embargo, Shawn Crahan desestimó estos rumores en una entrevista en el programa televisivo The Sauce. El bajista Paul Gray comentó que volverían con una nueva imagen, diciendo: "Seguirá siendo Slipknot, pero vamos a subir un poco el nivel". El 1 de abril de 2008, el sitio web de Slipknot comenzó a mostrar diez teasers para promocionar All Hope Is Gone. Las primeras nueve mostraban a la banda con sus máscaras habituales, pero el último de ellos mostraba una fotografía oscura con los integrantes portando máscaras nuevas y distintas. Slipknot estrenaron sus nuevas máscaras el 1 de julio de 2008 en Spinner.com; la página web obtuvo ocho millones de visitas el primer día para verlas.
Amazon.com colgó un sample de 30 segundos de la canción "All Hope Is Gone", junto con la portada del sencillo el 15 de junio de 2008. La canción comenzó a ser radiodifundida ese mismo día y el 20 de junio, Roadrunner Records lo ofreció como descarga gratuita desde su sitio web. "All Hope Is Gone" se lanzó posteriormente como sencillo digital. El segundo sencillo del disco, "Psychosocial", comenzó a transmitirse el 26 de junio de 2008 y se lanzó como sencillo digital el 7 de julio. Después del lanzamiento del disco, pusieron a la venta "Dead Memories" como sencillo el 1 de diciembre del mismo año, junto a un videoclip promocional. El 18 de abril de 2009 se estrenó el vídeo musical de "Sulfur", el cuarto sencillo del álbum, mientras que el sencillo salió a la venta el 15 de junio. Del 17 al 19 de agosto de 2008, la revista británica Kerrang! llevó a cabo seis audiciones del disco por el Reino Unido que incluían un previsionado del documental adjunto a la edición especial del disco, además de regalar mercadotecnia de la banda. El 17 de abril de 2009, Roadrunner Records anunció que el disco se lanzaría también en vinilo el 19 de abril, coincidiendo con el Record Store Day.
El 8 de julio de 2008 se desveló la portada del disco y la lista de canciones que la conformarían. Slipknot comenzó su gira All Hope Is Gone World Tour al día siguiente, siendo su primera gira mundial desde 2005. Inicialmente, la banda participó en el Mayhem Festival por Estados Unidos en agosto de 2008 y después aparecieron en los Festivales de Reading y Leeds en Inglaterra, en el Two Days a Week Festival de Austria y en el Area4 Festival de Alemania. Sin embargo, las fechas concertadas para la gira europea se cancelaron debido a una rotura de tobillo de Jordison. Slipknot tocó como cabeza de cartel en el Rock on the Range Festival el 16 y 17 de mayo de 2009 y después encabezaron el Download Festival de Inglaterra en verano.

## Música y letras

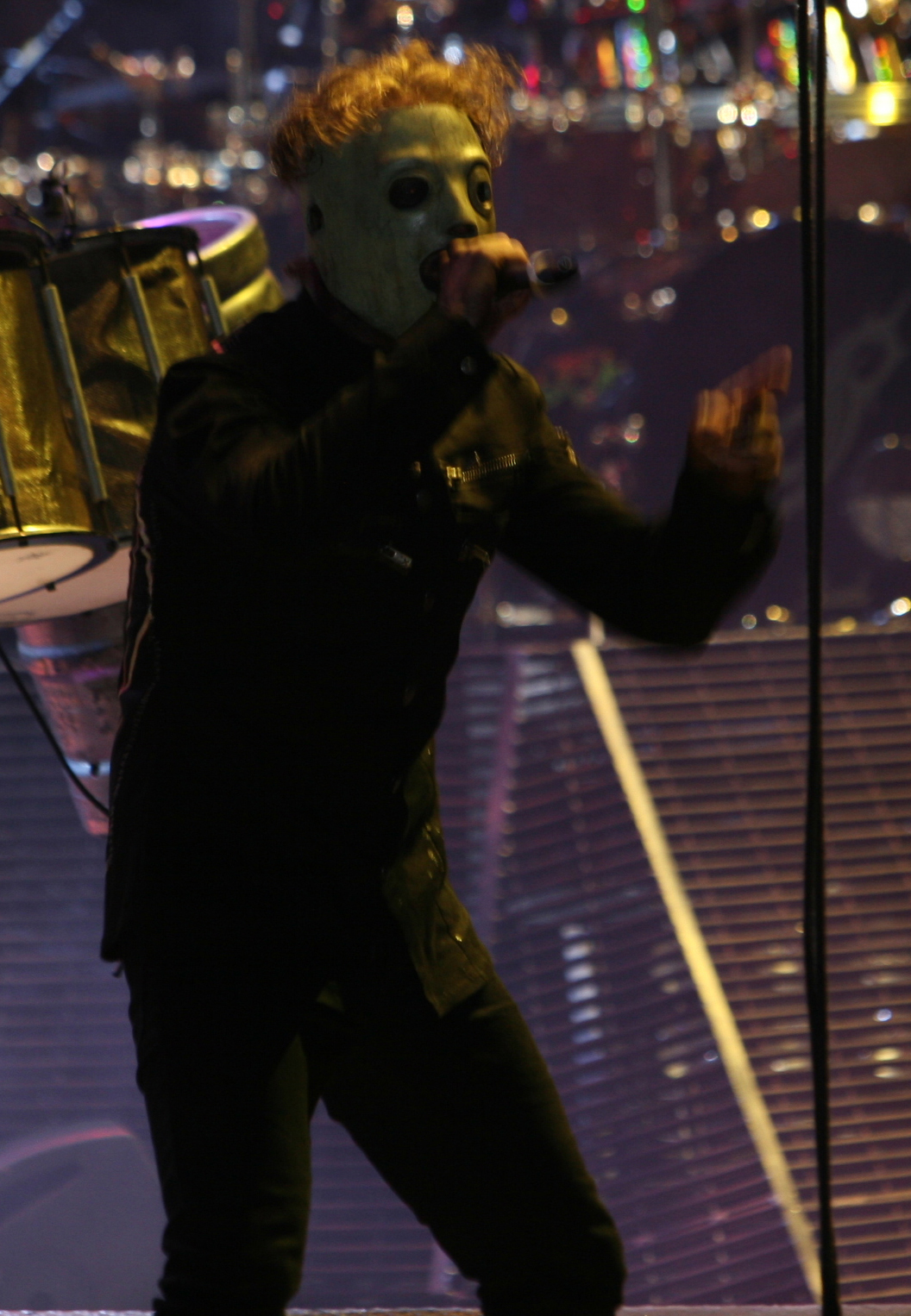
En este disco Corey Taylor incorpora mucha más temática política que en trabajos anteriores.

Antes del lanzamiento del disco, los integrantes de Slipknot mostraron su interés por hacer un disco más heavy. Joey Jordison dijo que "iba a ser más duro que Vol. 3: (The Subliminal Verses), aunque igual de experimental y raro". Corey Taylor lo reiteró diciendo: "Es una 'combinación oscura' de los dos discos previos de la banda", Iowa y Vol. 3: (The Subliminal Verses). En All Hope Is Gone, Slipknot expande el uso de estructuras de canción tradicionales, acústicos y solos de guitarra como ya habían hecho en un anterior disco. En la canción "Snuff" predominan las guitarras acústicas y ha sido considerada por algunos como el "intento de Slipknot de hacer una power ballad", a pesar de ser "oscuro y siniestro". En una entrevista concedida a Artistdirect, Shawn Crahan afirmó que "todo el mundo puede sentir el dolor que hay ahí dentro. No se te impone. Lo tienes ahí de forma innata". A pesar de todo, la banda siguió teniendo el lado metal mostrado en sus trabajos anteriores. Stephen Erlewine de Allmusic escribió: "'Gematria (The Killing Name)' pasa de un clúster de cacofonía a una arremetida de riffs intrincados y oscuros". Crahan lo comparó con la canción "(sic)" de su álbum debut, explicando: "La técnica y el estilo recuerdan a la mierda brutal que hemos hecho en el pasado". Jim Kaz de IGN comentó que el "arrogante coro" de "Psychosocial" le da a Slipknot el potencial para llegar a nuevos seguidores "sin sacrificar su intensidad". Crahan afirmó que "adora" sus partes de "Psychosocial", donde la banda incorpora cajas orquestales, recordando a "Before I Forget". También citó "This Cold Black" como una de sus favoritas, diciendo que tiene un "tempo azotador y mucha actitud". La pista "Gehenna" incorpora elementos del Slipknot más lento y cerebral, recordando a temas como "Prosthetics" y "Purity" de su álbum debut o "Skin Ticket" de Iowa. Crahan lo denominó como una "canción triposa", explicando: "Es simplemente un sitio a donde vamos".
Corey Taylor explicó que la frase "All Hope Is Gone" (Se acabó toda esperanza) está dedicada a las expectaciones de los seguidores de la banda. Lo explicó diciendo: "Justo cuando creíais que nos conocíais, perded toda la esperanza, ya que nunca lo conseguiréis". A lo largo del disco, Taylor incorpora mucha más temática política que en trabajos anteriores. La primera pista, ".execute.", contiene la respuesta de Taylor al discurso del antiguo Vicepresidente de los Estados Unidos Spiro Agnew contra los opositores a la Guerra de Vietnam, mientras que la segunda, "Gematria (The Killing Name)", sigue la misma pauta. Durante una entrevista a Kerrang!, Taylor habló sobre el contenido de las letras, explicando que "hay mucha gente que está disfrazando política con religión e imponiendo gustos y convirtiéndolos en política. Y eso me duele". Jim Kaz de IGN dijo que las letras de "Gematria (The Killing Name)" dan al oyente una "enorme dosis de las mordaces bravuconadas de Corey Taylor". En la canción "Wherein Lies Continue", Taylor "abronca al mundo como lo conocemos", explicando: "Es como si se metiese con toda civilización que se toma demasiado en serio a sí misma y donde los 'líderes' son tan pretenciosos que creen que pueden hablar por la gente". También proclamó que "no sería un disco de Slipknot si no se metiese con la industria musical". En "Butcher's Hook", Taylor apunta directamente a "todos esos pequeños chicos emo", comentando: "A nosotros la gente nos da cosas por ponernos los disfraces, pero todos esos tíos parecen exactamente iguales".

## Recepción

### Comercial
All Hope Is Gone fue el primer disco de Slipknot en debutar en el puesto número uno de la lista Billboard 200, vendiendo 1134 unidades más que el disco del rapero The Game, LAX. Inicialmente, Billboard publicó un artículo en el que decía que The Game había llegado al primer puesto por una diferencia de 13 copias vendidas, en lo que describieron como "la carrera más ajustada hacia el número uno desde que SoundScan comenzase a contabilizar las ventas en 1991". Después de un recuento elaborado doce horas después, reescribieron el artículo para pasar a concederle el primer puesto a Slipknot con 239.516 copias vendidas en su primera semana. All Hope Is Gone debutó en el puesto número dos del Reino Unido, solo superado por el disco de The Verve Forth. También debutó en el primer puesto en otros ocho países a nivel mundial. "Psychosocial", el segundo sencillo del disco, consiguió que Slipknot recibiese su primera nominación a un MTV Video Music Awards en la categoría de mejor vídeo de rock, además de su séptima nominación a un premio Grammy en la categoría de mejor interpretación de metal en la edición número 51 de la entrega de premios. En diciembre de 2008, Total Guitar colocó a All Hope Is Gone en su lista de Los 50 mejores álbumes de guitarra del año. En 2009, la revista británica Kerrang! lo posicionó en el puesto número 16 de su lista Los 50 mejores álbumes del siglo XXI, hecha por votación popular.

All Hope Is Gone fue certificado disco de platino en Estados Unidos y Canadá por la RIAA y CRIA, respectivamente. Ha sido certificado oro en el Reino Unido, Australia, Nueva Zelanda y Alemania.

## Crítica
All Hope Is Gone recibió, en general, buenas reseñas por parte de la crítica especializada. Varios críticos musicales ya se anticiparon hablando del álbum en el mismo momento en que lanzaron Vol. 3: (The Subliminal Verses). En su reseña de Vol. 3, Allmusic comentó: "Da la sensación de que cualquier cosa que Slipknot haga a continuación podría ser la última divulgación para los creyentes". Las copias de All Hope Is Gone que usaron para entregar a los críticos llevaban el título de "Rusty Cage" (Jaula oxidada) para reducir el riesgo a una filtración por internet. Stephen Erlewine escribió en su reseña de Allmusic que el "clúster de cacofonía" del comienzo de "Gematria" es "tan efectivo [...] que cuando las cosas comienzan a suavizarse más adelante, el álbum amenaza con derrumbarse como un suflé". Criticando el disco, Erlewine escribió que "con una power ballad más como 'Snuff' hubiese sido bastante para descarrilarlo". A pesar de todo, le concedió una calificación de cuatro sobre cinco. Respecto a la creación del disco, Darren Sadler de Rock Sound escribió: "Slipknot alzaron sus dedos corazón en grupo y crearon un álbum que sobresale por encima de cualquier otro lanzamiento de este año". Comparó el disco con el sonido de bandas como Stone Sour, Morbid Angel y Meshuggah y le concedió un nueve sobre diez. Ryan Ogle de Blabbermouth.net dio a All Hope Is Gone 7.5 de 10 estrellas posibles. Ogle afirmó que la visión de los seguidores sobre la "diversidad" del disco sería "su salvación o su desgracia", concluyendo: "A pesar de no dejar boquiabierto ni ser revolucionario, de ninguna de las maneras es un mal disco". Darren Ratner, en su revisión para la revista Blender observó diferentes temáticas en las letras al compararlo con álbumes anteriores, diciendo que la banda ha sido capaz de "convertir algo feo en algo un poco más bonito". Marc Weingarten de Entertainment Weekly le concedió al disco una nota de B+, denominando All Hope Is Gone "un asalto y agresión a la hipocresía del mundo moderno". Jim Kaz de IGN afirmó que el intento de la banda de alejarse del nu-metal hacia "elementos de metal más clásico" fue "el mejor avance que podían hacer en su carrera". Kaz le concedió a All Hope Is Gone una puntuación de 8.1 sobre 10, diciendo que "fortalece de forma efectiva los esfuerzos colectivos de la banda".
El crítico Chris Steffen, de la revista Rolling Stone, alabó las partes de percusión del disco diciendo que "los múltiples percusionistas de la banda generan un barullo más asfixiante que nunca [en la pista] 'Gematria'." Comentó que "Snuff" era la "más melódica" del disco, comparándola con "Circle" de Vol. 3: (The Subliminal Verses). Steffen también dijo que "'Psychosocial' contiene una potente combinación guitarra/batería que dejará a los mejores instrumentistas aéreos con muñones". El crítico de Total Guitar Nick Cracknell alabó el álbum diciendo que era "el trabajo más duro y agresivo de Slipknot hasta la fecha". Comparó "Dead Memories" con obras de Alice in Chains, mientras que alabó "Gehenna" por ser "el trabajo más experimental en la historia" de la banda. Cracknell siguió diciendo que "Wherein Lies Continue" contiene una "estrofa con un enorme riff" que evoluciona en un "coro increíble". Dan Martin de The Guardian comparó "Dead Memories" con la canción de Metallica "Enter Sandman" y denominó "Gematria (The Killing Name)" una obra de "thrash increíblemente denso", concediéndole al disco una nota de cuatro sobre cinco. En su reseña del disco, John Doran de The Quietus dijo que "This Cold Black" era la pista más dura del disco, remarcando: "Imagina que se te cae una tapa metálica de un pozo en los cojones y después le pasa por encima un Panzer lleno de cyborgs una y otra vez". Comparó el sonido general del disco con un "montón de fragmentos desordenados" y se refirió a "Snuff" como "una absoluta basura".

## Lista de canciones
Todas las canciones escritas y compuestas por Slipknot. 
| N.º   | Título                        | Duración |  |
| 1.    | «.execute.»                   | 1:48     |  |
| 2.    | «Gematria (The Killing Name)» | 6:01     |  |
| 3.    | «Sulfur»                      | 4:37     |  |
| 4.    | «Psychosocial»                | 4:43     |  |
| 5.    | «Dead Memories»               | 4:28     |  |
| 6.    | «Vendetta»                    | 5:15     |  |
| 7.    | «Butcher's Hook»              | 4:14     |  |
| 8.    | «Gehenna»                     | 6:53     |  |
| 9.    | «This Cold Black»             | 4:40     |  |
| 10.   | «Wherein Lies Continue»       | 5:36     |  |
| 11.   | «Snuff»                       | 4:36     |  |
| 12.   | «All Hope Is Gone»            | 4:45     |  |
| 57:06 |                               |          |  |

| Pistas adicionales edición especial |                                    |          |  |
| N.º                                 | Título                             | Duración |  |
| 13.                                 | «Child of Burning Time»            | 5:09     |  |
| 14.                                 | «Vermilion Pt. 2» (Bloodstone Mix) | 3:39     |  |
| 15.                                 | «'Til We Die»                      | 5:46     |  |
| 72:08                               |                                    |          |  |

| Pistas adicionales precompra en iTunes |                       |          |  |
| N.º                                    | Título                | Duración |  |
| 13.                                    | «Psychosocial (Live)» | 4:30     |  |
| 76:38                                  |                       |          |  |

| Versión extendida |                                    |          |  |
| N.º               | Título                             | Duración |  |
| 14.               | «Psychosocial (Extended)»          | 5:03     |  |
| 15.               | «Sulfur (Chris-Lord Alge Mix)»     | 4:37     |  |
| 16.               | «Dead Memories (Original Version)» | 3:31     |  |
| 61:36             |                                    |          |  |

## Posición en listas
| Lista (2008)                         | Posición más alta |
| ------------------------------------ | ----------------- |
| Lista de álbumes de Australia        | 1                 |
| Lista de álbumes de Austria          | 2                 |
| Lista de álbumes de Bélgica          | 2                 |
| Lista de álbumes de Canadá           | 1                 |
| Lista de álbumes de Dinamarca        | 4                 |
| Lista de álbumes de los Países Bajos | 6                 |
| European Top 100 Albums              | 1                 |
| Lista de álbumes de Finlandia        | 1                 |
| Lista de álbumes de Francia          | 3                 |
| Lista de álbumes de Alemania         | 2                 |
| Lista de álbumes de Irlanda          | 3                 |
| Lista de álbumes de Italia           | 3                 |
| Lista de álbumes de Japón            | 2                 |
| Lista de álbumes de México           | 5                 |
| Lista de álbumes de Nueva Zelanda    | 1                 |
| Lista de álbumes de Noruega          | 2                 |
| Lista de álbumes de Portugal         | 4                 |
| Lista de álbumes de España           | 9                 |
| Lista de álbumes de Suecia           | 1                 |
| Lista de álbumes de Suiza            | 1                 |
| Lista de álbumes de Reino Unido      | 2                 |
| Estados Unidos Billboard 200         | 1                 |

## Certificaciones
| Lista (2008)          | Certificación        |
| --------------------- | -------------------- |
| Australia (ARIA)      | Oro (+ 35.000)       |
| Canadá (CRIA)         | Platino (+ 40.000)   |
| Alemania (BVMI)       | Oro (+100.000)       |
| Japón (RIAJ)          | Oro (+100.000)       |
| Nueva Zelanda (RIANZ) | Oro (+7500)          |
| Reino Unido (BPI)     | Oro (+100.000)       |
| Estados Unidos (RIAA) | Platino (+1.000.000) |

## Personal
Además de sus nombres reales, cada integrante de la banda tiene un número del cero al ocho.
| Slipknot - (#8) Corey Taylor: voz - (#7) Mick Thomson: guitarra rítmica - (#6) Shawn Crahan: percusión, coros - (#5) Craig Jones: teclado, sampler, sintetizador - (#4) Jim Root: Guitarra líder - (#3) Chris Fehn: percusión, coros - (#2) Paul Gray: Bajo eléctrico - (#1) Joey Jordison: batería, percusión - (#0) Sid Wilson: turntablism | Producción - Dave Fortman: productor - Jeremy Parker: ingeniería de sonido - Colin Richardson: mezclas - Matt Hyde: ingeniero de mezclas - Oli Wright: ingeniero asistente - Ted Jensen: masterización - Monte Conner: A&R - Cory Brennan: mánager - Jaison John: mánager asistente - Shawn Crahan: dirección artistas, director del DVD - P. R. Brown: fotografía, diseño - Chris Vrenna: producción adicional - Clint Walsh: producción adicional - Matt Sepanic: producción |